# 璧山区
璧山区，中国重庆市下辖的一个区，属于传统意义上的老重庆地区，是重庆经济较发达的近郊区县，也是重庆主城区核心区的重要卫星城。

## 历史沿革
璧山区境在春秋战国时属巴国。周慎靚王五年（公元前316年），秦国灭巴国并置巴郡江州县。汉代，归益州。三国，属蜀汉。西晋泰始三年（267年），璧山归益州中分设出的梁州。隋朝，分属巴县和江津县并归渝州。
唐至德二年（公元757年），璧山建县并隶属渝州。璧山得名自重壁山。大历十一年（776年），壁山县西南地区分出并置永川县。
北宋崇宁元年（1102年），渝州改名为恭州。南宋淳熙十六年（1189年），恭州升为重庆府。元朝至元二十二年（1285年），壁山并入巴县。明成化十九年（1483年），重新置壁山县并归重庆府。清康熙元年（1662年），由永川代管。清雍正七年（1729年），再次设立壁山县，改名“壁山”为“璧山”并属川东道重庆府。
民国3年（1914年），璧山县属四川省东川道。民国17年撤销道，璧山属四川省管辖。民国25年（1935年），璧山县属四川省第三行政督察区。
1949年12月1日，璧山县属川东区巴县行政专员公署。12月20日，巴县行政专员公署改驻璧山并更名璧山行政专员公署。1951年4月，璧山专署迁江津并改名江津专区。1960年，江津专署再度迁往永川。1968年，江津专区改名为江津地区。1981年，江津地区改名为永川地区。1983年4月1日，永川地区与重庆市合并为重庆市。
2014年5月2日，经国务院批准，撤销璧山县，设立璧山区。

## 地理及气候
璧山区位于重庆市西部，为中亚热带湿润季风气候区。璧山区气候湿润，年平均气温18.3℃。

## 行政区划
璧山区下辖6个街道办事处、9个镇：
璧城街道、璧泉街道、青杠街道、来凤街道、丁家街道、大路街道、八塘镇、七塘镇、河边镇、福禄镇、大兴镇、正兴镇、广普镇、三合镇和健龙镇。
- 明成化十九年（1488年）復置壁山縣，將含穀場、白市驛兩地劃歸巴縣（今重庆市巴南区）。 雍正七年（1729年）恢復璧山縣制時，據清嘉慶《璧山縣誌》載：「璧山疆域，今按東北自金劍山雲居寺，迤南拖木槽關口界牌，又迤南小寺凹華蓋槽至鬥牛石抵江津縣界。西自小馬坊古橋頭鋪抵永川縣界，又迤北沙山槽黃茅嶺、梅井山、湯峽口抵銅梁縣界。北自風埡關防寺抵合州界，又迤北自石板場（轉龍鄉）、澄江口、縉雲山、轉東青木關抵巴縣界」。
- 民國二十五年（1936年），經四川省政府轉報國民政府行政院批准，成立嘉陵江三峽鄉村建設實驗區。同年4月1日將縣所轄澄江鎮、縉雲山、北溫泉等地劃歸該區。
- 1952年4月15日，經川東區人民行政公署批准，將縣轄青木鄉劃歸北碚市第五區[4]。
- 1952年6月26日，經川東區人民行政公署批准，將縣轄轉龍鄉劃歸北碚行政管理處[5]。
- 1954年9月，臨江鄉（五龍鄉）高林村在縉雲山的飛地和城東鄉（今壁泉鄉）天池村在青木鄉勞動村的飛地，分別劃歸北碚區澄江鎮和巴縣青木鄉。 至此壁山縣境域幅員保持至今，南北長66公里，東西近14公里，總面積913平方公里[6]。

## 经济
璧山经济较发达，2010年实现GDP 152亿元，2010年全国西部百强县排名第29位。人均GDP 26206元，人均城镇收入17785元，与重庆主城区较为接近。
璧山在2005年即确定作为重庆主城区产业转移的重点接收区县，并建立三个重点工业基地，即汽车摩托车之都、铝加工之都、中国西部鞋都和西部“硅谷”。第二产业中，机械工业是璧山县三大支柱产业之一。2005年，全县有各类机械加工企业500多家，实现工业总产值518761 万元，实现税收 15144 万元。全县机械工业依托红宇公司、青山公司、大江公司等一大批重点企业的配套作用，初步形成了汽、摩配生产基地，全年完成汽车配件12.75亿元，完成摩托车配件16.63亿元，完成摩托车发动机15.45万台，摩托车成车7.7万辆，2006年后，几乎每年都以15%以上的超过全国平均增长速度近一倍的速度增长。同时皮革皮鞋业是璧山区三大支柱产业之一。2006年，有鞋业企业1300多家，鞋业产品产量达到5849万双，年产值达到34.5亿元，拥有一个国家免检产品，一个中国名牌和42个省级名牌产品，同时由温州迁入的温州皮革工业城于2008年落成，温州印刷城亦于2009年建成投入使用，约15000名温州商人落户璧山，璧山被誉为 “川中瓯越”。数个璧山温州人的企业和其产品并被评为重庆品牌产品。
与此同时，璧山工业园区作为重庆远郊区县的工业基地，成功的吸引了不少其他食品企业入驻，如娃哈哈重庆饮用水基地、达能重庆饮用水生产基地、康师傅重庆第三基地、百事天府重庆第二基地等。
璧山的目标是在2012年前达到小康水平，在2018年进入全面小康。

## 交通
目前，璧山区的交通出行方式呈现出多样化趋势，公路、铁路、轨道交通等迅速发展。

### 公路
国道： 319国道

高速公路： 银昆高速
 成渝环线高速
 渝蓉高速

省级高速公路：九永高速（九龙坡-永川高速）、合璧津高速（合川-璧山-江津高速）

### 高铁
2015年12月26日，国铁璧山站启用营运，成都铁路局管辖。

### 轨道交通
2019年12月30日，1号线尖顶坡至璧山段开通试运营，这也是第一条驶出主城区范围的轨道交通线路。
2021年4月16日，重庆云巴開通運營。

## 其他机遇
璧山县城距离重庆高等教育的新中心-拥有重庆大学、四川美术学院、重庆师范大学等11所高等院校，20余万大学生入驻的虎溪大学城仅6公里，虽然大学城属于沙坪坝区，但距离璧山县城中心璧城镇直线距离的优势明显，璧山实际上能为大学城提供了相当多的配套设施和服务。当联通璧山县城和大学城的隧道打通后，众多大学生便可以就近在璧山参加实习或住房。大学城进驻后，璧山的人力资源状况亦能大为改观，从最早以农民工、操作工为主的劳动密集型转为了受过高等教育的，有专业技能的技术性人才需求和供应。高等教育的进入使得璧山的崛起相比其他任何招商引资来说，有了决定性的优势。
同时大学城的配套设施和大学城隧道修建的同时，由于和主城区距离大幅缩短，20分钟可通主城的璧山成为诸如龙湖地产、万科、保利之类的房地产商所追逐的新地块，大量高档房产项目落户璧山。
同时，附近沙坪坝区的西永微电子科技园区亦靠近璧山县，富士康科技集团、HP的进驻，使得璧山有提供大量服务设施和配套设施的产业机会。